# Rainer Blatt
Rainer Blatt (Idar-Oberstein, 8 de septiembre de 1952) es un físico experimental germano-austriaco. Su investigación se centra en las áreas de óptica cuántica e información cuántica . Él y su equipo realizaron uno de los primeros experimentos para teletransportar átomos, el otro se realizó en el NIST, en Boulder (Colorado).

## Educación
Blatt se graduó en Física en la Universidad de Maguncia (1979). Se doctoró en 1981 y trabajó en el equipo de Günter Werth.

## Carrera
En 1982 recibió una beca de investigación de la Deutsche Forschungsgemeinschaft (DFG) para el Instituto Conjunto de Astrofísica de Laboratorio (JILA), en Boulder, donde trabajó con John L. Hall (Premio Nobel en 2005). En 1983 pasó a la Freie Universität Berlin y al año siguiente se unió al grupo de trabajo de Peter E. Toschek en la Universidad de Hamburgo. Tras una nueva estancia en Estados Unidos obtuvo en 1988 la “ venia docendi ” en física experimental. Entre 1989 y 1994 trabajó en la Universidad de Hamburgo, regresando varias veces a JILA en Boulder.
Desde 1994 fue catedrático de física en la Universidad de Gotinga y al año siguiente le ofrecieron una cátedra en la Universidad de Innsbruck. Desde 2000 hasta 2013 dirigió el Instituto de Física Experimental. Desde 2003 es Director Científico del Instituto de Óptica Cuántica e Información Cuántica (IQOQI) de la Academia Austríaca de Ciencias (ÖAW). Es miembro del consejo de las Reuniones de Premios Nobel en Lindau. 
En 2018 fundó Alpine Quantum Technologies, una empresa de equipos de computación cuántica . 
Blatt está casado y tiene tres hijos.

## Investigación
Ha llevado a cabo experimentos pioneros en espectroscopia de precisión, metrología cuántica y procesamiento de información cuántica . Trabaja con átomos atrapados en trampas de iones que manipula utilizando rayos láser . Su trabajo se basa en propuestas de mediados de la década de 1990 de los teóricos Ignacio Cirac y Peter Zoller. En 2004, en colaboración con un equipo del Instituto Nacional de Estándares y Tecnología de Boulder, Colorado, Estados Unidos, consiguió por primera vez transferir de forma controlada la información cuántica de un átomo a otro átomo (teletransportación). La revista científica Nature publicó estos experimentos y les dio un lugar de honor en la portada.   En ese experimento se colocaron tres partículas en una trampa de iones. Dos años más tarde ya había conseguido entrelazar de forma controlada hasta ocho átomos.  La creación de un primer «byte cuántico» (Cúbit) es un paso más en el camino hacia un ordenador cuántico. También es conocido por su apoyo a los jóvenes científicos. Seis de sus antiguos asistentes (Christoph Becher, Jürgen Eschner, Hartmut Häffner, Dietrich Leibfried, Piet O. Schmidt, Ferdinand Schmidt-Kaler) han ocupado distintas cátedras.

## Premios y honores
- Premio Herbert Walther (2023). [3]
- Cruz Austriaca de Honor para la Ciencia y el Arte (2022)[4]
- Premio de Investigación Gutenberg de la Universidad de Maguncia . [5]
- Doctor honoris causa por la Universidad Complutense de Madrid (2020). [6]
- Premio Micius Quantum (2018)
- Premio John Stewart Bell por Investigación sobre Cuestiones Fundamentales en Mecánica Cuántica y sus Aplicaciones (2015).
- Premio de Ciencias del Estado del Tirol  (2014) [7]
- Premio de Investigación Alexander von Humboldt de la Fundación Humboldt (2013), [8]
- Medalla Stern-Gerlach (2012). [9]
- Carl-Zeiss-Research Award (2009)[10]
- ERC Advanced Grant del Consejo Europeo de Investigación (2008). [11]
- premio Kardinal-Innitzer.
- Premio Descartes (2007) .
- Premio Erwin Schrödinger de la Academia Austriaca de Ciencias (2006). [12]
- Premio a la Innovación de la Tiroler Sparkasse por nuevas ideas sobre el procesamiento de información cuántica (2020).
- miembro de la Academia Austriaca de Ciencias.  Es asociado extranjero de la Academia Nacional de Ciencias de Estados Unidos desde 2019. [13]
- miembro extranjero de la Real Academia de Ciencias de España . [14]
- Reuniones de Premios Nobel en Lindau, Miembro del Consejo

## Publicaciones
- Rainer Blatt: Quantum information processing: Dream and Realization, in: Jürgen Audretsch (Ed.): Entangled World: The Fascination of Quantum Information and Computation. Wiley 2006  ISBN 978-3-527-40470-4